# Joan Rivers
Joan Rivers, artiestennaam van Joan Alexandra Molinsky (New York, 8 juni 1933 – aldaar, 4 september 2014), was een Amerikaans comédienne, tv-presentatrice en actrice. Rivers stond bekend om haar directheid, haar ruige stem met een zwaar New Yorks accent en haar vele cosmetische ingrepen.

## Biografie

### Jonge jaren
Joan Rivers werd geboren als Joan Alexandra Molinsky in Brooklyn (Kings County), New York, als dochter van Russisch-Joodse immigranten Beatrice Grushman en Meyer C. Molinsky. Rivers groeide op in Brooklyn. Ze behaalde in 1954 een bachelor-of-arts in Engelse literatuur. Voordat zij bekend werd, had ze verschillende baantjes, waaronder gids in het Rockefeller Center, schrijver-redacteur en kledingadviseuse bij de Bond Clothing Stores. In die periode adviseerde haar boekingsagent, Tony Rivers, haar een artiestennaam aan te nemen en zo ontstond haar artiestennaam Joan Rivers.

### Loopbaan

#### Eerste jaren
In de jaren vijftig speelde Rivers een rol in een toneelstuk genaamd Driftwood, als een lesbienne die verliefd werd op een personage dat werd gespeeld door de destijds nog onbekende Barbra Streisand. Rivers trad begin jaren zestig op in vele, vaak kleine clubs en theaters in New York.
Vanaf 1965 had Rivers een kleine rol in Candid Camera, waarvoor zij grappen schreef en als "aas" diende: ze moest mensen voor het programma in bizarre situaties manoeuvreren. Ze was in die periode ook voor het eerst te gast in The Tonight Show, gepresenteerd door Johnny Carson. Haar verschijning daarin werd zeer gewaardeerd en in de jaren die volgden verscheen zij regelmatig in The Tonight Show en de The Ed Sullivan Show. Korte tijd later kreeg Rivers een eigen praatprogramma, waarin Carson haar eerste gast was. Ze bracht twee comedyalbums uit: The Next to Last Joan Rivers Album en Joan Rivers Presents Mr. Phyllis & Other Funny Stories.
Vanaf de jaren zeventig werd Rivers een graag geziene gast in comedyprogramma's en variété, waaronder The Carol Burnett Show en Hollywood Squares.

#### Jaren tachtig en negentig
Vanaf augustus 1983 werd Rivers een vaste gast in The Tonight Show met Carson. Rivers werd door Carson begeleid en geadviseerd, ze noemde zich in die periode nog weleens "Carsons dochter". Op 9 april 1983 presenteerde ze Saturday Night Live.
In diezelfde periode bracht zij een nieuw comedyalbum uit What Becomes a Semi-Legend Most? Dit album eindigde op nr. 22 in de U.S. Billboard 200 en werd genomineerd voor een Grammy Award voor het beste comedyalbum. In 1986 ontstond er een opstootje toen Rivers travestiet Frank Marino voor 5 miljoen dollar aanklaagde, omdat hij haar materiaal, teksten en grappen gebruikte in zijn show in Las Vegas. De twee legden het later bij en stonden zelfs nog samen op de planken.

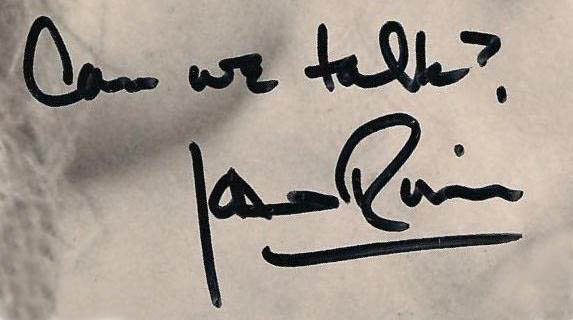
Handschrift met handtekening van Joan Rivers

In 1986 gebeurde er iets dat haar definitief haar vriendschap met Carson zou kosten. Fox Television Network bood Rivers een eigen dagelijks praatprogramma aan, The Late Show Starring Joan Rivers. Het werd geregisseerd door Rivers' echtgenoot Edgar Rosenberg. Fox programmeerde haar nieuwe praatprogramma recht tegenover het programma van Carson, waardoor zij plotseling een directe concurrent van hem werd. Carson weigerde nadien, tot aan zijn overlijden, nog met haar te praten.
The Late Show Starring Joan Rivers liep uit op een drama. De directie van Fox wilde Rosenberg ontslaan en toen Rivers daartegen in het geweer kwam, ontsloeg Fox haar ook. Deze gebeurtenis luidde een buitengewoon moeilijke periode voor Rivers in, zowel zakelijk als privé. Nadat Rivers en Rosenberg waren ontslagen, daalde haar populariteit en kreeg zij nauwelijks werk aangeboden. Op 15 mei 1987, drie maanden na hun ontslag bij Fox, pleegde Rosenberg zelfmoord in Philadelphia. Vanaf 1989 volgde een nieuw praatprogramma, The Joan Rivers Show, die vijf jaar lang te zien was. Rivers werd hiervoor onderscheiden met een Daytime Emmy Award.
In 1994 presenteerde Rivers, samen met haar dochter Melissa, voor het eerst de E! Entertainment Television-voorbeschouwingen van de Golden Globe Awards. Vanaf 1995 presenteerden zij jaarlijks de E! Entertainment Television-voorbeschouwingen van de Oscars. Vanaf 1997 had Rivers een eigen radioprogramma voor WOR in New York.

#### 2000-2014
Rivers verliet in 2003 E! Entertainment voor een driejarig contract bij de TV Guide Channel.
Ze speelde zichzelf in drie afleveringen van de Amerikaanse tv-serie Nip/Tuck.
Rivers was regelmatig te zien bij The Shopping Channel (Canada) en het winkelkanaal QVC (Verenigde Staten en Engeland), waar zij haar eigen juwelenlijn "The Joan Rivers Collection" aan de man bracht. Zowel Rivers en haar dochter waren regelmatig te gast bij Howard Stern en Rivers verscheen tevens vaak in het Britse programma 8 out of 10 Cats.
Rivers was een van de slechts vier Amerikanen die te gast waren op de bruiloft van prins Charles en Camilla Parker Bowles op 9 april 2005.

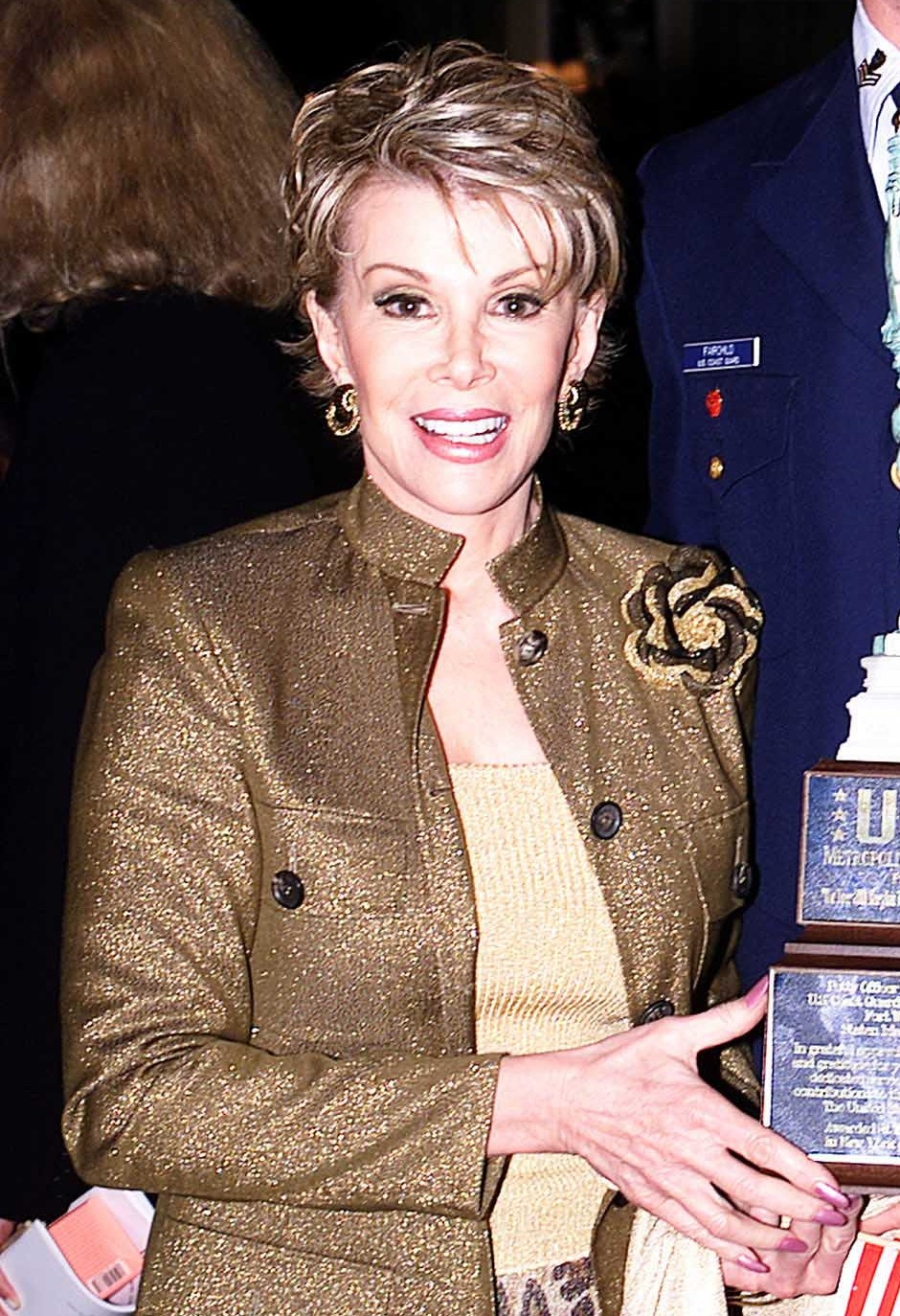
Joan Rivers poseert in het Pierre Hotel, 24 mei 2001

In 2006 speelde Rivers in Drawn Together als Princess Clara's vagina die te veel plastische chirurgie had ondergaan. Clara's 'vajoana' riep constant "who are you wearing, who are you wearing?".
In 2007 speelde Rivers voor koningin Elizabeth II in de Royal Variety Show in het Liverpool Empire Theatre.
Rivers en haar dochter Melissa hebben in 2009 meegedaan met Celebrity Apprentice. Rivers wist deze competitie te winnen.
Op 6 mei 2010 ging de openhartige documentaire over Rivers, Joan Rivers, a piece of work, in première. Voor deze documentaire werd Rivers een jaar lang gevolgd door een cameraploeg. Joan en Melissa Rivers maakten een reallifesoap Joan & Melissa: Joan knows best, die vanaf 25 januari 2011 te zien was op WE TV. In de serie volgde men Joan, die naar Los Angeles verhuisde om dichter bij haar dochter Melissa en kleinzoon Cooper te zijn. Rivers trok in bij haar dochter om vanuit daar naar een eigen huis te zoeken.
Op 28 augustus 2014 onderging Rivers in Manhattan een operatie aan haar keel, waarbij complicaties optraden. Vanwege deze complicaties werd Rivers overgebracht naar het Mount Sinai hospital, waar ze na een hartstilstand in een kunstmatige coma werd gehouden. Op 30 augustus werd duidelijk dat Rivers niet alleen in coma lag, maar dat zij nu ook kunstmatig in leven werd gehouden.
Op 3 september verklaarde Rivers' dochter Melissa dat haar moeder van de intensivecareafdeling van het Mount Sinai Hospital was overgebracht naar een aparte kamer. Er werd in haar verklaring niet ingegaan op de huidige toestand van Rivers. De volgende dag maakte Melissa via een nieuwe verklaring bekend dat Joan Rivers afgelopen nacht om 1.17 uur op 81-jarige leeftijd was overleden.
Ze werd begraven op het Forest Lawn Memorial Park (Glendale).

### Privéleven
Rivers trouwde in 1955 met James Sanger. Dit huwelijk duurde zes maanden en werd door Rivers geannuleerd omdat Sangers geen kinderen wilde en verzuimd had Rivers hierover voor het huwelijk te informeren. Op 15 juli 1965 trouwde Rivers met Edgar Rosenberg, met wie zij in 1968 haar enige kind kreeg, Melissa Rivers. Edgar Rosenberg pleegde in 1987 zelfmoord.
Rivers heeft in de loop der jaren een behoorlijke hoeveelheid cosmetische ingrepen ondergaan, zij was sinds 1983 een vaste klant van plastisch chirurg Steven Hoefflin. De eerste ingreep die Rivers onderging was een ooglidcorrectie in 1965. Over haar ingrepen zei ze ooit: "Na mijn overlijden laat ik mijn lichaam na aan Tupperware."

## Prijzen
- In 1990, won Rivers de Daytime Emmy Award. In dat jaar kreeg Rivers ook een ster op de Hollywood Walk of Fame.
- In 1994 werd Rivers genomineerd voor zowel een Tony Award als de Drama Desk Award voor haar rol in Sally Marr and Her Escorts, een productie die zij schreef met Erin Ladd Sanders en Lonny Price.
- In 2005 eindigde Rivers op de 40ste plaats in een door de BBC uitgeschreven verkiezing voor de top 50 van beste comedyacts aller tijden.

## Trivia
- Rivers stond bekend om haar vele scherpe meningen en oneliners. Haar reactie over stijl was: "Het is als herpes: je hebt het of je hebt het niet."
- Haar mening over sport: "Ik doe niet aan sport. Als God had gewild dat ik me vooroverboog, dan had hij wel diamanten op de grond gestrooid."[9]

## Werk

### Boeken
- Having a Baby Can Be a Scream (1974)
- The Life and Hard Times of Heidi Abromowitz (1984)
- Enter Talking (1986)
- Still Talking (1991)
- Jewelry by Joan Rivers (1995)
- Bouncing Back: I've Survived Everything ... and I Mean Everything ... and You Can Too! (1997)
- From Mother to Daughter: Thoughts and Advice on Life, Love and Marriage (1998)
- Don’t Count the Candles: Just keep the Fire Lit! (1999)
- Men Are Stupid . . . And They Like Big Boobs: A Woman's Guide to Beauty Through Plastic Surgery (2008)
- Murder at the Academy Awards (R): A Red Carpet Murder Mystery (2009)
- I Hate Everyone... Starting With Me (2012)
- Diary of a Mad Diva (2014)

### Films
- Once Upon a Coffee House (1965)
- The Swimmer (1968)
- Rabbit Test (1978)
- Uncle Scam (1981)
- The Muppets Take Manhattan (1984)
- Les Patterson Saves the World (1987)
- Spaceballs (1987) - stem
- Pee-Wee's Playhouse Christmas Special (1988)
- Look Who's Talking (1989) - stem
- Public Enemy 2 (1993)
- Serial Mom (1994)
- Napoleon (1995)
- Goosed (1999)
- The Intern (2000)
- Whispers: An Elephant's Tale (2000) - stem
- The Making and Meaning of 'We Are Family'  (documentaire 2002)
- Hip! Edgy! Quirky! (2002)
- Shrek 2 (2004) (stem)
- First Daughter (2004)
- The Last Guy on Earth (2007)
- Wall Street: Money Never Sleeps (2010) - cameo
- Joan Rivers: A Piece of Work (documentaire 2010)
- The Smurfs (2011) - cameo

### Televisie
- The Joan Rivers Show (1969)
- The Electric Company - stem
- Here's Lucy (1973)
- An Audience with Joan Rivers (1984)
- Joan Rivers: Can We Talk? (1986)
- The Late Show Starring Joan Rivers - presentatrice van 1986 tot 1987
- The New Hollywood Squares
- The Joan Rivers Show (1989-1993)
- How to Murder a Millionaire (1990)
- Lady Boss (1992)
- Tears and Laughter: The Joan and Melissa Rivers Story (1994)[10]
- Can We Shop? (jaren 90)[11][12]
- Another World (1997)
- E! True Hollywood Story: Joan Rivers (2001)
- Live at the Apollo (2004, 2007)
- Nip/Tuck (2004-2005-2010)[13]
- The Joan Rivers Position (2004-2006)
- An Audience with Joan Rivers (2006)
- 8 out of 10 Cats (2006-2007)
- Joan Rivers: Before Melissa Pulls the Plug (2006)
- Dawn French's "Girls Who Do Comedy": Joan Rivers (diepte-interview BBC 2006)
- The Graham Norton Show (2007)
- Straight Talk (2007)
- Shrink Rap (2008)
- Celebrity Family Feud (2008)
- Big Brother: Celebrity Hijack (2008)
- Loose Women (2008)
- The Graham Norton Show (2008)
- Celebrity Apprentice 2 (2008)
- Z Rock (2008) - Aunt Joan
- Spaceballs: The Animated Series (2008) - stem
- Arthur (2008, 2010) - stem van Bubby, Francine's grootmoeder
- Celebrity Apprentice (2009)
- How'd You Get So Rich? (2009)
- The Comedy Central Roast of Joan Rivers (2009)
- Celebrity Ghost Stories (2009)
- The Graham Norton Show (2009)
- Celebrity Apprentice 3 (2010)
- Fashion Police (2010-2014)
- The Graham Norton Show (2010)
- Joan and Melissa: Joan Knows Best (2011-2014)
- Louie (2011)
- Joan Rivers: Don't Start With Me
- In Bed with Joan (2013-2014)